# Barrage de Kuzgun
Le barrage de Kuzgun est un barrage de Turquie.

## Sources
- (tr) « Kuzgun Barajı », sur Agence gouvernementale turque des travaux hydrauliques (DSİ)